# Ратенсдорф
Ратенсдорф (нем. Rathjensdorf) — община в Германии, в земле Шлезвиг-Гольштейн. 
Входит в состав района Плён. Подчиняется управлению Гросер Плёнер Зе.  Население составляет 522 человека (на 31 декабря 2010 года). Занимает площадь 11,79 км².